# Musselshell River
Der Musselshell River (mussel shell englisch für „Muschelschale“) ist ein etwa 470 km langer rechter Nebenfluss des Missouri River in Montana in den Vereinigten Staaten. 

## Geographie
Der Musselshell River entsteht am Zusammenfluss seiner beiden Quellflüsse, North Fork (56 km lang, links) und South Fork Musselshell River (ca. 40 km lang, rechts), im Wheatland County. Die Quellflüsse haben ihre Quellgebiete im zentralen Teil von Montana in den Crazy Mountains, Castle Mountains und Little Belt Mountains. Der Musselshell River fließt anfangs in östlicher Richtung und passiert die Orte Harlowton, Ryegate und Roundup. Später biegt der Musselshell River nach Norden ab. Der Flatwillow Creek fließt dem Unterlauf des Musselshell River von links zu. Der Montana Highway 200 kreuzt wenig später den Fluss. Der Musselshell River mündet schließlich in den zum Fort Peck Lake aufgestauten Missouri River.

## Geschichte
Der Fluss wurde erstmals 1804 während der Lewis-und-Clark-Expedition erkundet.

## In populären Medien
Der Musselshell findet Erwähnung in dem Spielfilm Jeremiah Johnson aus dem Jahr 1972 mit Robert Redford.